# The Evil Thereof (1916)

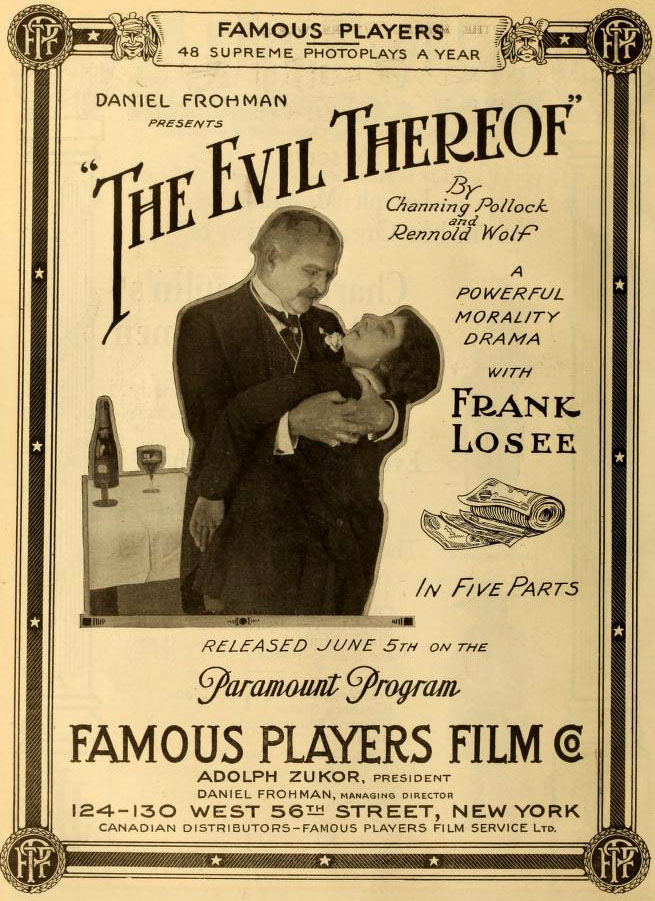
Cartaz de anúncio de "The Evil Thereof"

The Evil Thereof é um filme de drama mudo produzido nos Estados Unidos e lançado em 1916.